# Georgius Calixtus
Georgius Calixtus ou Calisen, né le 14 décembre 1586 à Medelby dans le duché de Schleswig et mort le 19 mars 1656 à Helmstedt, est un théologien luthérien.

## Biographie
Calixt est le fils du pasteur Johannes Calixt, pasteur, élève de Mélanchton, qui instruisit lui-même son fils jusqu'à ses douze ans. Calixt étudia ensuite la philosophie et la théologie à l'Université de Helmstadt. Il fut nommé professeur de théologie à Helmstedt en 1614. 
Le duc Frédéric-Guillaume Ier de Brandebourg l'attire auprès de lui et est son protecteur ; le duc Auguste le nomme abbé de Königslutter. À la demande de l'électeur de Brandebourg, il se rend au colloque de Torun, convoqué en 1645 pour opérer la réunion des luthériens et des réformés ; mais son éloquence ne rencontre pas le succès. Les luthériens stricts reprochent à sa reconnaissance de la tradition comme principe théologique de trahir l'intuition des Réformateurs. Le théologien Abraham Calov y condamne fermement sa position.  
On a de lui plusieurs écrits et des Lettres publiées à Leipzig en 1840 par Heinrich Philipp Konrad Henke, qui a donné en 1853 Calixte et son Temps. Au nombre de ses écrits théologiques comptent notamment :
- Epitome Theologiae, 1619 : séparation de la théologie et de la foi ; introduction de la méthode analytique en théologie.
- Apparatus sive Introduction in studium et disciplinam Sanctae Theologiae, 1628-1656 : introduction aux disciplines théologiques, qui comprend également des exposés d'histoire générale sur le paganisme, le judaïsme, l'islam.
- Prooemium zur Commonitorium des Vincentius von Lerinum, 1629 : défense de l'unité doctrinale de l'Antiquité (consensus antiquitatis) comme base possible à une union des Églises.